# Łęg (gromada)
Łęg – dawna gromada, czyli najmniejsza jednostka podziału terytorialnego Polskiej Rzeczypospolitej Ludowej w latach 1954–1972.
Gromady, z gromadzkimi radami narodowymi (GRN) jako organami władzy najniższego stopnia na wsi, funkcjonowały od reformy reorganizującej administrację wiejską przeprowadzonej jesienią 1954 do momentu ich zniesienia z dniem 1 stycznia 1973, tym samym wypierając organizację gminną w latach 1954–1972.
Gromadę Łęg siedzibą GRN w Łęgu utworzono – jako jedną z 8759 gromad na obszarze Polski – w powiecie radomszczańskim w woj. łódzkim, na mocy uchwały nr 36/54 WRN w Łodzi z dnia 4 października 1954. W skład jednostki weszły obszary dotychczasowych gromad Łęg i Kijów ze zniesionej gminy Kruszyna, obszar dotychczasowej gromady Szczepocice ze zniesionej gminy Radomsko oraz obszar dotychczasowej gromady Szczepocice (z wyłączeniem kolonii Pieńki Szczepockie) ze zniesionej gminy Ładzice w tymże powiecie. Dla gromady ustalono 13 członków gromadzkiej rady narodowej.
Gromadę zniesiono 1 stycznia 1958, a jej obszar włączono do gromad: Kruszyna (wieś Łęg i wieś Kijów) i Zakrzówek (wieś Szczepocice i osada młyńska Szczepocice z byłej gminy Ładzice; oraz wieś Szczepocice z byłej gminy Radomsk).